# Zlatorog
Zlatorog je mitski neranjivi bijeli jarac zlatnih rogova u usmenoj predaji u Sloveniji, Austriji (Goldhorn), a sličnih motiva ima i u grčkoj, ruskoj i još ponekoj usmenoj predaji.
U slovenskoj verziji priče on je neranjiv. Čuvao je bijele koze bijelih žena u Jezerskoj ili Rabeljskoj dolini (sada Val Rio del Lago, u Italiji). Ako bi ga lovac i pogodio, iz njegove bi krvi izrasla čudotvorna triglavska ruža (potentilla nitida, kojoj su pripisivana čudesna svojstva). Njegovi zlatni rogovi su ključ skrovitih skloništa pod gorom Bogatinom, gdje silno zlato čuva stoglavi zmaj. Kada ga je lovac pokušao ubiti da bi došao do blaga i preoteo svoju dragu, koja se priklonila bogatu trgovcu, Zlatorog ga je survao niz obronak u smrt i u bijesu razlomio obronke, ostavivši samo krš, pa su bijele žene otišle sa svojim bijelim kozama. Priča poučava da nastaje nevolja kada se naruši sklad čovjeka i prirode.
Priču o Zlatorogu prvi je na njemačkome zabilježio Dragotin Dežman (Karl Deschmann) 1868., pa ju je Rudolf Baumbach pretočio u stihove i objavio 1877., a Anton Funtek je 1886. objavio prijevod na slovenski. Austrijska i hrvatska književnica Camilla Lucerna je napisala libreto za operu Zlatorog, koju je skladao njezin brat Eduard Lucerna 1900., a po libretu Richarda Brauera istoimenu operu skladao je i Viktor Parma 1919.
U kraljevstvu Zlatoroga je naslov prvoga dugometražnog filma na slovenskome, koji je 1931. režirao Janko Ravnik.
Zlatorog je dugo i marketinški motiv: Zlatorog se 1887. – 1998. zvala mariborska tvornica sapuna i kozmetike (sada Henkel), a tako se zove i svijetlo pivo Pivovarne Laško.